# Sylvanus Morley
Sylvanus Griswold Morley (7. června 1883 Chester – 2. září 1948 Santa Fe) byl americký archeolog, odborník na mayskou civilizaci. Byl znám také jako Vay Morley.
Byl nejstarším ze šesti dětí Benjamina Morleyho, profesora na vojenské akademii v Chesteru. Zpočátku šel v otcových stopách a stal se stavebním inženýrem, ale četba Henryho Ridera Haggarda v něm probudila zájem o zaniklé civilizace Mezoameriky. Získal titul Master of Arts z americké historie na Harvardově univerzitě, v roce 1907 podnikl první výpravu na Yucatánský poloostrov a navštívil Edwarda Thompsona v Chichén Itzá. V Novém Mexiku pak zkoumal pod záštitou School of American Archeology kulturu Anasaziů.
V letech první světové války pracoval Morley pro výzvědnou službu amerického námořnictva. Jeho úkolem bylo pod záminkou vědecké činnosti pátrat ve Střední Americe po německých agentech podněcujících místní obyvatele proti USA. V této době napsal Morley více než deset tisíc stran zpráv o poměrech v regionu.
V období mezi světovými válkami pracoval pro Carnegie Institution for Science v Chichen Itzá, kde odkryl Kukulkánovu pyramidu a Chrám bojovníků. Zkoumal také lokality Quiriguá, Uaxactun, Copán, Uxmal a Yaxchilan. Jako epigrafik se zabýval mayským písmem. Psal také o mayském kalendáři a provedl antropologické srovnání tradičních a moderních mayských komunit. Zabýval se náboženstvím Mayů i rolí, jakou v jejich společnosti hrála astronomie, sledoval původ pěstování kukuřice. Jeho žákyní byla Taťjana Proskurjakovová. Vydal popularizační práci The Ancient Maya a přispíval do National Geographic Magazine.
V roce 1940 byl přijat do American Philosophical Society a v roce 1943 mu Kolumbijská univerzita udělila Loubatovu cenu. Jeho mnohostranná činnost je zmiňována jako možný inspirační zdroj pro postavu Indiana Jonese.